# Il senso della Chiesa
Il senso della Chiesa (Vom Sinn der Kirche) è un saggio di ecclesiologia scritto da Romano Guardini e pubblicato nel 1922

## Storia
La pubblicazione nel 1918 del saggio "Lo spirito della liturgia" aveva procurato al sacerdote Romano Guardini, ora anche laureato in teologia, una notevole notorietà, che lo spinse ad iscriversi nel 1920 alla Facoltà d Teologia dell'Università di Bonn; qui ottenne nel 1922 l'abilitazione alla libera docenza e nel successivo anno accademico 1922-23 fu incaricato presso la stessa Università per l'insegnamento di dogmatica. Come docente di una prestigiosa Facoltà teologica poté pubblicare il testo di una serie di conferenze tenute presso l'Associazione dei docenti accademici cattolici con il titolo di "Il senso della Chiesa".
Se il primo scritto di una certa importanza sullo "Spirito della liturgia" interpretava uno degli ambiti tematici più sentiti in  tutta l'opera di Guardini, quello liturgico, il secondo scritto sul "Senso della Chiesa" fu l'opera iniziale di un altro grande ambito tematico, quello dell'ecclesiologia, che troverà il suo culmine cristologico nel volume "Il Signore", pubblicato nel 1937. 

## Tema
Secondo Guardini il nuovo senso, il nuovo significato che deve venire attribuito alla Chiesa non è quello, presente ancora all’inizio del secolo XX, nel catechismo di Pio X, di istituzione imposta dall’esterno, cioè di una “società dei battezzati che professano la fede e la dottrina di Gesù Cristo, che partecipano ai suoi sacramenti e che ubbidiscono ai pastori da lui stabiliti”, ma invece, grazie anche alle opere del teologo Johann Adam Möhler di Tubinga, quella di Corpo mistico di Cristo: una Chiesa come mistica comunione di vita con Cristo, suo capo, al quale ogni credente deve una profonda intimità e che deve diventare fondamento di libertà e di comprensione del mondo.
Questa definizione venne definitivamente acquisita dalla Chiesa cattolica dal Concilio Vaticano II, nella Costituzione dogmatica Lumen gentium al Cap. I, n. 7, e sviluppata nel Cap. 8 della stessa L.G. con la definizione della Chiesa come “popolo di Dio”. Si metteva così in luce l’universalità della grazia che Dio, attraverso Gesù Cristo, estende su tutta l’umanità e con la quale la Chiesa nell’annuncio del Vangelo ha la missione di “illuminare tutti gli uomini con la luce di Cristo che risplende nel volto della Chiesa” (L.G, Cap. I, n. 1.).
La pubblicazione di questa opera sul senso della Chiesa, assieme a quella precedente sulla liturgia, valsero al docente Guardini la chiamata ad una cattedra di nuova istituzione presso la prestigiosa, ma protestante, Università di Berlino, cattedra dal titolo importante, ma non ancora ben delineata nella sua natura: Filosofia della religione e della visione cattolica del mondo.

## Edizioni
- Il senso della Chiesa, traduzione di Olga Gogala di Leesthal e Giulio Colombi, Brescia, Morcelliana, 2007, ISBN 978-8837221898.
- (DE) Vom Sinn der Kirche /Die Kirche des Herrn, Magonza, Matthias-Grünewald-Verl., 1990, ISBN 978-3-7867-1500-9.
- (EN) The Meaning of the Church, Providence, Cluny Media, 2018, ISBN 978-1-944418-99-1.